# Bezirksfreie Stadt
Eine bezirksfreie Stadt (chinesisch 地級市 / 地级市, Pinyin dìjíshì) ist eine Verwaltungseinheit in der Volksrepublik China unterhalb der Provinzebene. Im Jahr 2021 gab es in der VR China 293 bezirksfreie Städte.
Das Verwaltungsgebiet einer bezirksfreien Stadt umfasst in der Regel sowohl das eigentliche Stadtgebiet als auch die umliegende Großregion, also weiträumige ländliche Gebiete. Deswegen setzen sich bezirksfreie Städte aus Stadtbezirken, kreisfreien Städten und Kreisen (in der Inneren Mongolei auch Banner) zusammen.
Ein derartiges Verwaltungsgebiet hat nicht selten eine Größe und Bevölkerungszahl eines deutschen Bundeslandes: So umfasst das Verwaltungsgebiet der Stadt Changchun mit sechs Stadtbezirken, drei kreisfreien Städten und einem Kreis insgesamt 7,12 Millionen Einwohner auf einer Fläche von 20.565 km², das Bundesland Hessen zum Vergleich 6,07 Millionen Einwohner auf einer Fläche von 21.115 km².

## Verwaltungssysteme der Bezirksebene
In der Verwaltung Chinas gibt es unterhalb der Provinzebene die Bezirksebene (地級 / 地级). Auf dieser Ebene unterscheidet man bezirksfreie Städte, Regierungsbezirke (地區 / 地区), Bünde (盟) und Autonome Bezirke (自治州).
Bezirksfreie Städte und autonome Bezirke sind Verwaltungsgliederungen ersten Grades, d. h., sie verfügen – wie z. B. die übergeordneten Provinzen und die untergeordneten Kreise – über beide Parlamentskammern (Volkskongress und Konsultativkonferenz), sowie über eine Volksregierung (人民政府), die vom Volkskongress der Stadt bzw. des autonomen Bezirks gewählt wird.
Regierungsbezirke und Bünde sind hingegen Verwaltungsgliederungen zweiten Grades, nämlich „Provinzmittelbehörden“, d. h., sie haben keine Volkskongresse, keine Konsultativkonferenzen und vor allem keine Volksregierungen. Stattdessen haben sie ein Verwaltungsamt (行政公署) als Regierung. Das Verwaltungsamt wird von der übergeordneten Provinzregierung eingesetzt.

## Umwandlung in bezirksfreie Städte
Bis zum Jahr 1983 waren alle Provinzen ausschließlich in Regierungsbezirke (地区,  dìqū) und Bünde (Ligen, 盟,  méng) unterteilt. Ab dem Jahr 1983 konnten Städte in bezirksfreie Städte oder „Vizeprovinzstädte“ (bezirksfreie Stadt von besonderer Bedeutung) umgewandelt werden. Die Kriterien für die Umwandlung in eine bezirksfreie Stadt waren das Vorhandensein eines urbanen Zentrums mit mindestens 250.000 Einwohnern, sowie eine bestimmte industrielle Mindest-Wirtschaftsleistung, wobei der Dienstleistungssektor den industriellen Sektor übertreffen musste.
Seit 1983 erhöht sich die Zahl der bezirksfreien Städte stetig, da Regierungsbezirke und Bünde, sowie Verwaltungseinheiten auf Kreisebene (Kreise, kreisfreie Städte) in solche umgewandelt werden. Im Zeitraum zwischen 1983 und 2020 wurden 131 kreisfreie Städte und 40 Kreise in bezirksfreie Städte umgewandelt. Die bezirksfreien Städte wurden außerdem durch Eingemeindung angrenzender Kreise und kreisfreier Städte zunehmend vergrößert. Im Jahr 1980 hatten 107 bezirksfreie Städte die Jurisdiktion über 137 Verwaltungseinheiten auf Kreisebene. Im Jahr 2007 existierten 283 bezirksfreie Städte, die mehr als 1.700 Verwaltungseinheiten auf Kreisebene (ohne Berücksichtigung der Stadtbezirke) umfassten. Diese Umwandlung bedeutet eine Stärkung der mittleren Verwaltungsebene, eine Form administrativer Dezentralisierung, weil so umfangreiche Kompetenzen und Verantwortlichkeiten von der Provinz- auf die Bezirksebene verlagert werden.

## Unterprovinzstädte
Durch Regierungsbeschluss vom 25. Februar 1994 wurden 15 bezirksfreie Städte zu Unterprovinzstädten erklärt. Der Oberbürgermeister einer Unterprovinzstadt hat den gleichen Rang wie der Vize-Gouverneur einer Provinz. Diese 15 Städte haben ein wesentlich höheres Maß an Rechten, Kompetenzen und Verantwortlichkeiten, vor allem in den Bereichen Justiz und Ökonomie, als die anderen 271 bezirksfreien Städte.

## Größte bezirksfreie Städte
Die zehn größten bezirksfreien Städte Chinas auf dem Stand der Volkszählung 2020 sind in der unteren Tabelle abgebildet. Die Einwohnerzahl entspricht jene des ganzen Verwaltungsgebiets, also inklusiver des eigentlichen Stadtgebiets und der umliegenden Großregion.
| Rang | Stadt        | Einwohnerzahl | Provinz   |
| 1    | Chengdu      | 20.937.757    | Sichuan   |
| 2    | Guangzhou    | 18.676.605    | Guangdong |
| 3    | Shenzhen     | 17.494.398    | Guangdong |
| 4    | Xi’an        | 12.952.907    | Shaanxi   |
| 5    | Suzhou       | 12.748.262    | Jiangsu   |
| 6    | Zhengzhou    | 12.600.574    | Henan     |
| 7    | Wuhan        | 12.326.518    | Hubei     |
| 8    | Hangzhou     | 11.936.010    | Zhejiang  |
| 9    | Baoding      | 11.544.036    | Hebei     |
| 10   | Shijiazhuang | 11.235.086    | Hebei     |